# ثقبة إبرية خشائية
الثقبة الإبرية الخشائية (بالإنجليزية: Stylomastoid foramen)‏ هي ثقبة بين النتوء الخشائي والنتوء الإبري. تمثل نهاية النفق الوجهي، وتنقل العصب الوجهي والشريان الإبري الخشائي.